# Onze Unidos
Onze Unidos is een Kaapverdische voetbalclub. De club speelt in de Maio Island League (Eiland Divisie), op Maio, waarvan de kampioen deelneemt aan het Kaapverdisch voetbalkampioenschap, de eindronde om de landstitel.

## Erelijst
Landskampioen
2001
Landsbeker
2012
Voetbalkampioenschap van Maio
1995/96, 1998/99, 2000/01, 2001/02, 2002/03, 2003/04, 2004/05, 2008/09, 2010/11
Beker van Maio (Djarmai)
2011/12, 2014/15
Académica da Calheta · Académico 83 · Barreirense · Beira Mar · Cruzeiro · Figueirense · Miramar · Morrerense · Real Marítimo · Onze Unidos · Santana